# Вогняне кільце III
«Вогняне кільце III» (англ. Ring of Fire III) — антологія, створена редактором-автором-істориком Еріком Флінтом вперше опублікована у твердій палітурці видавництвом Baen Books у липні 2011 року. Це третя антологія в серії «1632», наступній після «Вогняне кільце II» (2008).
До книжки увійшло двадцять оповідань із передмовою редактора.

## Зміст
У передмові Еріка Флінта пояснюється зміст цієї антології та згадуються майбутні роботи.
1. «Пофарбуй ще один день» Мерседес Лекі розповідає про шахрайство, вчинене аптаймерами Валленштейна.
2. «Птахи одного польоту» Чарльза Е. Ґеннона стосується ірландських найманців, які зіткнулися зі зміною тактики ведення війни.
3. «Фальшивий Месія» Тіма Реша розповідає про молодого єврея, який не погоджується з повідомленнями про його роль в історії.
4. «Королівські голландські авіалінії» від Горга Гаффа та Паули Ґудлетт розглядає перетворення Транс'європейських авіаліній на королівське підприємство.
5. «Вибір Мілтона» Марка Г'юстона розповідає про арешт Джона Мілтона за його твори в оригінальній хронології.
6. «Закінчити вечір» Бреда Сінора розповідає про порятунок Д'Артаньяном і Арамісом викраденого ірландського католика.
7. «Шапочка та мантія» Джека Керролла розкриває внесок вмираючої людини в математичні дослідження в Кембриджі.
8. «Відносини пізньої облоги» Пантелеймона Робертса розкриває тактику та зброю під час османської облоги Іревану.
9. «Сковорода» Анетт Педерсон зображує випробування молодого норвежця в Ростоку на узбережжі Балтійського моря.
10. «Усі Божі діти на палаючому Сході» Гаррета В. Венса розповідає про біди японських емігрантів у сіамському королівстві Аюттхая та їхній переїзд до Кхмерського королівства.
11. «Зроби це один раз і зроби це знову» Террі Говарда пояснює розробку нафтової свердловини у Вітце та подальші труднощі французького агента.
12. «Ле Ейль дю Папілон» Волтера Г. Ганта розповідає про ефект метелика та його вплив на життя французького губернатора.
13. «І диявол затягне вас під воду» Волта Бойса зображує падіння найманця та вплив безперервної роботи на його життя.
14. «Салоніка» Кіма Маккі розповідає про навернення єврея, службовця османського султана.
15. «Звучання солодких струн: Серенада в одному русі» Девіда Карріко знайомить європейську аудиторію з банджо.
16. «Камінний урожай» Карен Бергштраль — про переосмислення археології в новій часовій шкалі.
17. «Відкриваємо очі» Керрін Оффорд і Лінди Девідсон показує переваги раннього виявлення та лікування захворювань очей.
18. «Зробіть моє макраме» Вірджинії ДеМарс залучає СШЄ до дипломатії та романтики в Тіролі та Саксен-Веймарі.
19. «Мобільність вгору» Чарльза Е. Геннона ставить молодого «прихованого» єврея в центр розробки літака.
20. Оповідання Еріка Флінта «Чотири дні на Дунаї» описує напад баварців на Інгольштадт. Війська СШЄ повинні вийти з міста і йти в напрямку Регенсбурга. Їх переслідують піхотний полк і кіннота.

## Літературне значення та відгуки
Рецензент SFRevu сказав, що «ця збірка містить високоякісні історії, важливі для розвитку всесвіту „1632“», і що «шанувальники серії легко зможуть знайти кілька творів, які їм сподобаються, оскільки тут є всього потроху». Однак рецензент попереджає читачів, що «це не те місце, з якого варто починати читати серію». На противагу цьому, рецензент сайту That's interesting… написав змішану рецензію, хоча йому загалом сподобалася серія. Хоча рецензент високо оцінив Еріка Флінта та майбутніх авторів Гаррета В. Венса і Тіма Роеша за розвиток персонажів, які б йому сподобалися, рецензент вважає, що інші письменники «менш талановиті», бо пишуть історії, які є «більш схожими» і «нічим не виділяються».